# Huancayo

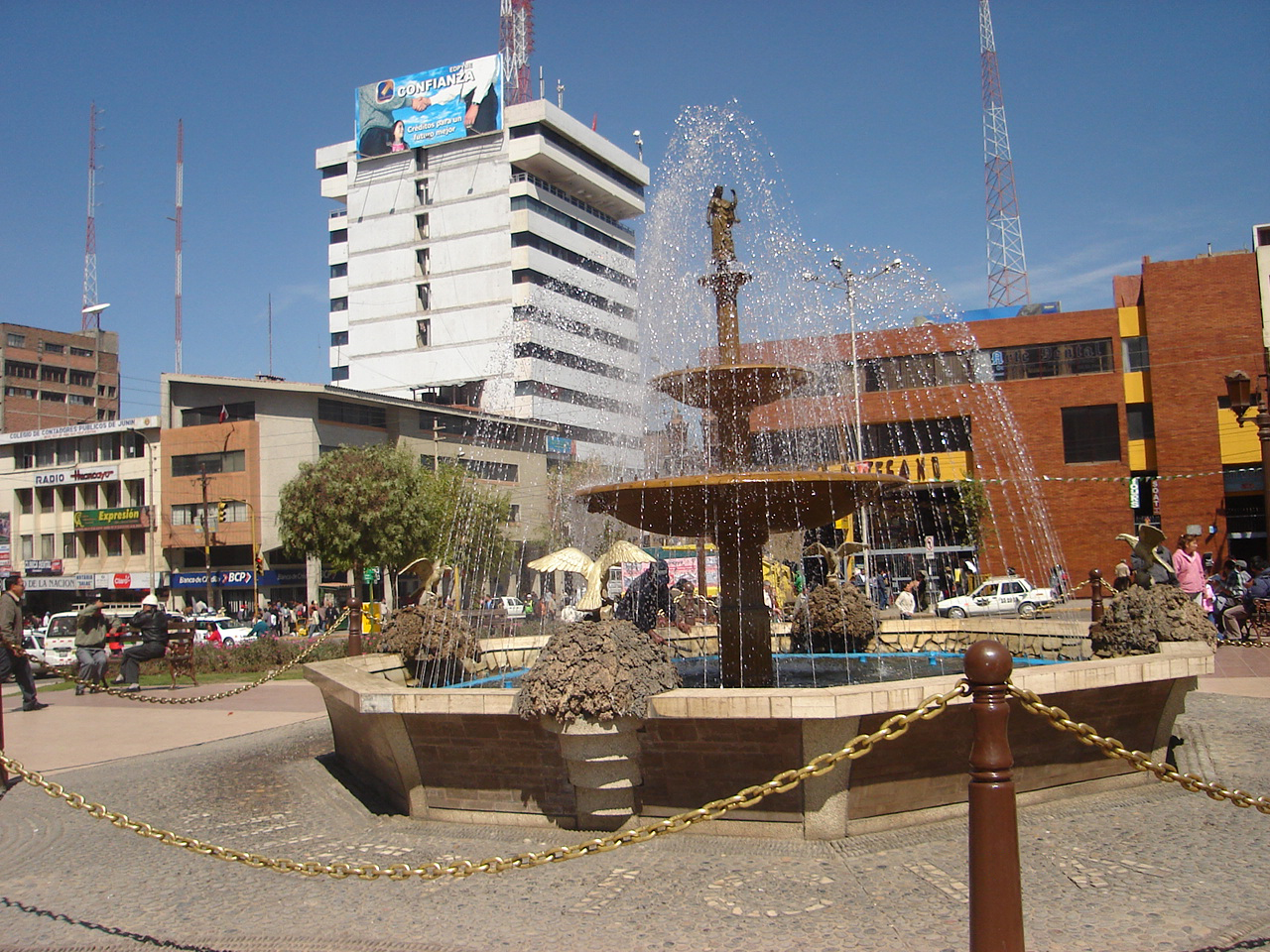
Praça da Constituição, Huancayo

Huancayo é uma cidade do Peru, capital do departamento de Junín e da província de Huancayo. Situada perto do Vale de Mantaro, tem uma população de aproximadamente 456.250 pessoas (2017). Huancayo é a sexta cidade mais populosa do país e a área metropolitana mais importante da serra central do Peru. Além disso, é considerada o centro econômico e social do centro andino do Peru.

A cidade é atravessada pelos rios Shullcas, Chilca e Mantaro. Foi fundada com o nome de Santíssima Trindade de Huancayo em 1º de junho de 1572 como uma "vila de indígenas" por Jerónimo de Silva. A região foi habitada pelos huancas por volta do ano 500 A.C. A cidade foi integrada ao reino Huanca, sendo posteriormente incorporada ao Império Inca.

## Etimologia
O vocábulo Wankayuq é composto pela raiz wanka (pedra) e o sufixo -yuq (aquele que tem). Então, uma tradução do nome seria "o lugar da pedra". Esta tradução é acompanhada por uma lenda que diz que no lugar da atual Plaza Huamanmarca existiu uma pedra ovalada de grandes dimensões, atualmente, não existem traços da antiga estrutura.

## Delimitação da área urbana
A cidade é formada por 9 distritos da província: Huancayo, El Tambo, Chilca, Sapallanga, Huancán e San Agustín de Cajas, San Jerónimo de Tunán, Hualhuas, e finalmente Pilcomayo que é o único distrito ficando na margem direita do rio Mantaro.
Estes 9 distritos formam parte da área urbana da cidade e representam uma densa aglomeração metropolitana segundo o Plano do Desenvolvimento Urbano de Huancayo 2015–2025 levado a cabo com o apoio do Banco Interamericano de Desenvolvimento.

## História

### Época pré-colonial
Antigamente, a região estava habitada pela nação wanka até o século XIII a.C. aproximadamente. Eles tinham fama de ser guerreiros aguerridos e indômitos. A sua principal atividade era a agricultura. Os Wankas foram uma nação cuja antiguidade é desconhecida. Desenvolveram-se no Vale do Mantaro na zona centro e sul, especialmente ao lado direito do rio Mantaro, para a zona do noroeste ficando em Ahuac, Huáchac e outros povos, onde fica o centro povoado e a fortaleza wanka na cima do cerro Watury. Depois das guerra, opressão e invasão por parte de outros povos, começou o isolamento e crescimento destes no vale e cujas ruínas ainda ali permanecem como aquelas que ficam na localidade de CotoCoto (atual distrito de Chilca) e Ocopilla (atual zona leste do Huancayo).
Foi a Cultura de Huari que iniciou a invasão até o século VI. Os povos da zona central do vale do Mantaro formaram parte do que foi conhecido como Império Huari. Dessa época datam as ruínas de Huarivilca. A queda desse império foi seguida do surgimento de outra cultura, a incaica. Até 1460, sob mandato do Pachacútec, os incas tomaram o controle da região .
A natureza dos wankas e sua resistência, assim como a política de assimilação dos incas (fundamentada na introdução da sua religião e de seu idioma) não causou uma convivência pacífica, mas sim tornou a região uma zona de constante convulsão e repressão pelos incas. Certa crônica disse que após uma derrota dos wankas, o Inca ordenou a mutilação da mão direita dos mais de 600 guerreiros wankas. Apesar da resistência, o vale foi aproveitado pela sua fertilidade e usada como uma das vias principais do caminho inca.
A tradição oral disse que havia um Tambo inca (pousada no caminho inca) ficado um dia no caminho de Jauja. Frente a esse tambo havia uma pedra de forma ovalada de grandes dimensões. Nesse lugar passava o rio Florido, que deságua no rio Mantaro.

### Época colonial y fundação da cidade
Durante a colonização, as forças espanholas, comandadas por Francisco Pizarro, iniciaram seu viagem rumo a Cusco, capital do Império Inca, pelos Andes. Nesse viagem se realizou a fundação da cidade de Jauja e seu estabelecimento como primeira capital do novo território. Nesse momento existiu um acordo entre os conquistadores e os indígenas Xauxas para derrotar os incas. Em recompensa por essa colaboração, o rei espanhol Felipe II deu-lhes o atual brasão da cidade.
Depois da conquista, os espanhóis foram se assentando nos vales que consideravam mais apropriados. A 1 de junho de 1572, Huancayo foi fundada como "povo de índios" por Jerónimo de Silva e dedicada à Santíssima trindade, chamando-se Santíssima Trindade de Huancayo. Logo disso, o vice-rei Francisco de Toledo fez dali o centro da encomienda com ayllus a seu redor: Ayllu Huamanmarca, Ayllu Cajas, Ayllu Tambo, Ayllu Auquimarca, Ayllu Hualahoyo, Ayllu Plateros, etc.
Desde então, a cidade formou-se ao redor do caminho inca, situação que se mantém na atualidade. O caminho inca se converteu na "Calle Real", a principal rua da cidade que a cruza de norte a sul e é o centro do sua organização e sua vida.
No 8 de novembro de 1580, iniciou-se a construção de uma pequena igreja chamada "Santíssima Trindade de Huamanmarca" que substituiu a antiga pedra ovalada. Esta igreja foi terminada no ano 1619 mas não existem ruínas dela. O terremoto de 1876 a destruiu. A igreja mudou-se a "La Merced", quinhentos metros mais ao norte. Em 1616 o cronista Felipe Guamán Poma de Ayala passou por Huancayo.
A igreja matriz foi construída num terreno doado por vizinhos notáveis. Sua construção começou no 18 de março de 1799 e foi terminada no 18 de março de 1831. A praça onde fica essa igreja se chama Praça da Constituição pela promulgação da Constituição peruana de 1839.

### Guerra da independência
Durante a época da independência, Huancayo proclamou e jurou a independência nacional em 20 de novembro de 1820 (8 meses antes da proclamação da independência do Peru feita pelo general José de San Martín). Em sua rota para pegar a capital do vice-reino desde os andes, o general Juan Antonio Álvarez de Arenales e seu exército passaram pelo vale do Mantaro rumo a Cerro de Pasco. Em Huancayo se estocou e continuou seu viagem a norte. Depois de sua partida, a cidade ficou desprotegida. O brigadeiro espanhol Mariano Ricafort avançou até a cidade. O general San Martín enviou ao sargento-mor José Félix Aldao para dirigir as forças armadas agrupadas em Huanuco assim como outros homens de Tarma liderados pelo governador Francisco de Paula Otero.
A quantidade de homens aproximava-se de 5000, entre indígenas, criollos e mestiços. Nestas condições se peleou no 29 de dezembro de 1820 o combate do Azapampa (ficado ao sul da atual cidade). O resultado foi catastrófico para os peruanos.
Depois de obtida a independência, o Presidente José de Torre Tagle conferiu a Huancayo o apelido de "Cidade Incontrastável" («Ciudad Incontrastable») no 19 de março de 1822, ratificando-se este pelo governo provisório de José de La Mar no 5 de fevereiro de 1828.
Simón Bolívar chegou a esta cidade no agosto de 1824. Na sua estadia premiou a muitos heróis e brindou reconhecimento aos soldados patriotas que ajudaram conseguir a independência dos países sul-americanos. Também expulsou da região os monges franciscanos do convento de Ocopa por considerá-los «realistas recalcitrantes».

### Época republicana
Depois da batalla de Yungay, onde a expedição peruano-chilena derrotou a Confederação Peruano-Boliviana, O presidente do Peru Agustín Gamarra convocou uma assembleia constituinte que emitiu a Constituição Política do Peru de 1839 na capela da Mercê na cidade de Huancayo.
No 31 de outubro de 1854, o marechal Ramón Castilla, enfrentou-se a José Rufino Echenique derrotando-o na batalha do cerro de Cullcos chamado atualmente "Colininha da Liberdade" ("Cerrito de la Libertad") ficado ao leste da cidade. Castilla elegeu a cidade como sua sé de governo desde a qual decretou, no dia 3 de dezembro de 1854 - numa casa ficada no Praça da Constituição - a abolição da escravidão no Peru. Também decretou o fim do tributo indígena.
No 16 de novembro de 1864, durante o governo do presidente Juan Antonio Pezet decretou-se a criação da província de Huancayo, separando-a da cidade de Jauja. Huancayo foi estabelecida como capital da dita província. No 15 de janeiro de 1931, de acordo com o decreto de Luis Miguel Sánchez Cerro, Huancayo foi nomeada capital do departamento de Junín substituindo à cidade de  Cerro de Pasco. Este feito estabeleceu a Huancayo como a principal cidade do região central do país, condição que foi consolidando-se durante o século XX.
Em 1963, durante o primeiro governo de Fernando Belaúnde, expediu-se a Lei N° 14700 proposta pelo deputado aprista Alfredo Sarmiento Espejo que declarou de interesse nacional a realização de várias obras na cidade é o departamento de Juním criando-se para isso impostos especiais. Como consequência dessa lei, construíram-se importantes instalações em Huancayo como o Centro Cívico na Praza Huamanmarca, as feiras modelo e grossista, a Igreja da Imaculada e o Estádio Huancayo. Subsequentemente, gerou-se uma confusão ao outorgar a autoria da projeto ao senador Ramiro Prialé.
Nos anos 1980, Huancayo e toda a região central do pais foi um dos principais lugares de luta contra as organizações terroristas Sendero Luminoso e MRTA no centro do país. Na cidade havia constantes enfrentamentos entre as forças armadas e essas dois facções, as mesmas que inclusive se confrontavam uma à outra. O leste da cidade encontrava-se baixo o control do Sendero Luminoso e o oeste do MRTA. No ano 1988, prendeu-se ao líder do MRTA Víctor Polay Campos na Praza Huamanmarca no centro da cidade. Desde o ano 1992, as forças armadas lograram desarticular o movimento subversivo. No 14 de julho de 1999, logrou-se capturar ao ultimo líder do Sendero Luminoso Oscar Ramírez Durand, apelido "Feliciano", no localidade de Cochas, anexo do distrito de El Tambo.

## Geografia
A cidade de Huancayo fica na parte central do Peru na cordilheira dos Andes. A cordilheira mostra, nessa parte, três sistemas bem diferenciados: uma ocidental, outra central e uma oriental. A cidade fica no médio do vale entre as cordilheiras ocidental e central. O rio Mantaro nasce no Lago Junin e percorre várias centenas de quilômetros até o departamento de Huancavelica. Forma o vale do Mantaro que estende-se desde o norte da cidade de Jauja até o distrito do Pucará com um comprimento de mais de setenta quilômetros. Este vale é considerado como o maior da serra do Peru e é um dos que tem maior produção agrícola do pais.
Geopoliticamente, se há sinal que a ubiquação da cidade é uma das mais apropriadas considerando a extensão do pais. Entretanto, os acidentes geográficos fazem que as comunicações para a região sul do pais não sejam as melhores.

### Localização
O centro da cidade fica no pleno vale do Mantaro, no lado esquerdo do rio de mesmo nome. A parte norte da cidade se estende pelo distrito de San Agustín de Cajas e San Jerónimo, estes se caracterizam por ser distritos com um grão potencial turístico e residencial. A parte central da cidade estende-se pelos distritos de Huancayo e El Tambo. Estes distritos acolhem os principais prédios públicos da cidade assim como as principais zonas comerciais. Para o leste e oeste ficam o distrito de Pilcomayo e os bairros de São Carlos e Palián que são residenciais de recente desenvolvimento comercial e turístico. Finalmente, para o sul, ficam os distritos de Chilca, Huancán e Sapallanga que estão em desenvolvimento e se caracterizam por ser distritos que acolhem mais imigrantes dos departamentos do sul.
A cidade fica totalmente atravessada de norte a sul pela Calle Real, o antigo Qhapaq Ñan, que é a principal rua da cidade e nela está grão parte do movimento comercial da cidade.

### Clima
Devido a sua latitude (12 graus Sul), Huancayo deveria ter um clima quente. Embora, a presença da cordilheira dos Andes e a altitude da cidade (3250 metros acima do nível do mar) geram grandes variações no clima. Huancayo tem um clima temperado sub-úmido porem instável durante tudo o ano, variando entre 28 graus nos dias quentes e -5 graus nas noites mais frias. A grande variação das temperaturas faz que na zona solo se diferenciam dois estações, a temporada da chuvas desde Outubro até Abril (correspondente à maior parte da primavera e do verão) e a temporada seca de Maio a Setembro. As temperaturas mais baixas se registraram nas manhãs dos dias do Junho a Agosto.
As chuvas anuais são moderadas, o que contribui a fertilidade do vale.

## Demografia

### População
A cidade de Huancayo está constituída pelos distritos de Huancayo, El Tambo, Chilca, Pilcomayo, Huancán, San Jerónimo, San Agustín de Cajas, Sapallanga, Sicaya e outros. Segundo o censo 2017, abriga 545 615 moradores.
| Ubigeo | Distritos | Extensión  | Altitud         | Población 2017 | Estimado 2020 |
| ------ | --------- | ---------- | --------------- | -------------- | ------------- |
| 120101 | Huancayo  | 237,55 km² | 3249 m s. n. m. | 119 993        | 125 525       |
| 120114 | El Tambo  | 73,56 km²  | 3260 m s. n. m. | 166 359        | 174 637       |
| 120107 | Chilca    | 8,3 km²    | 3275 m s. n. m. | 91 851         | 98 055        |
|        | Total     | 319,41     | -               | 378 203        | 398 217       |

### Evolução demográfica
Nos últimos anos se há verificado um fenômeno de imigração massiva à cidade. A consolidação de Huancayo como a metrópole mais importante do centro do pai há apressado a chegada de migrantes dos departamentos próximos e inclusive de outros distantes como Cerro de Pasco, Ancash, Cusco e Apurímac. Este fenômeno fez que a população da cidade aumente constantemente. Assim, de ter aproximadamente 200,000 moradores nos anos 1980, o censo do ano 2007 deu como resultado que a população da cidade era de 545.615 habitantes.
A evolução da população se pode observar no seguinte gráfico:
| Gráfico da evolucão da populacão de Huancayo entre 1972 e 2017 |
| -------------------------------------------------------------- |
|                                                                |
| Fontes: População 1993, 2007, Población 2014 (estimado)        |

## Política

### Governo provincial
A cidade, como capital da província do mesmo nome, está governada pela Município Provincial de Huancayo que tem competência em todo o território da província. Não existe uma autoridade restringida à cidade. Nesse sentido, as municipalidades distritais de El Tambo, Pilcomayo, Huancán, Sapallanga, San Jerónimo, San Agustín, Sicaya y Chilca também tem competência em assuntos relativos a seus próprios distritos.

### Ordenamento territorial
Desde a constituição de 1979, se há considerado à cidade de Huancayo como eixo de desenvolvimento da região central do pais. É um pólo compensatório da cidade de Lima-Callao.

### Governo Regional
A cidade, em sua qualidade de capital departamental, é sede do Governo Regional de Junín. Assim sendo, tem um prefeito com atribuições políticas no âmbito departamental. Por fim, também é sede das diferentes direções regionais dos ministérios que formam parte do governo nacional.

### Função judicial
Huancayo é sede da Corte Superior de Justiça de Junín. De acordo com a organização judicial do país, no território da cidade de Huancayo funcionam oito tribunais de paz (dois pertencentes ao distrito de El Tambo e um a San Jerónimo, quatro ao distrito de Huancayo e um ao distrito de Chilca) dezessete tribunais especializados (quatro de família, cinco civis, sete penais e um trabalhista) e seis salas superiores (três penais e três mistas).

## Educação e investigação
A cidade de Huancayo tem várias instituições educativas de todos os níveis de instrução, desde a ensino inicial até programas de pós-graduação.

### Ensino primário e secundário
Na cidade existem um total de 248 centros de instrução inicial. Deles 121 ficam no distrito de El Tambo, 96 no Huancayo e 31 no Chilca. No nível primário existem 234 centros de instrução, deles 107 ficam no distrito de El Tambo, 100 no Huancayo e 27 no Chilca. Finalmente, no ensino secundário existem 127 centros de instrução na cidade. Deles 57 ficam no distrito de El Tambo, 58 no Huancayo e 12 no Chilca.
Entre os principais centros de instrução secundária ficam os colégios estatais Santa Isabel, Maria Imaculada, Politécnico Regional do Centro, Nossa Senhora do Rosário, Nossa Senhora de Cocharcas, José Carlos Mariátegui, Ramiro Villaverde Lazo e Marechal Castilla. E, entre os privados, Colégio Andino, Engenharia, Salesiano Santa Rosa, Salesiano Técnico Don Bosco, María Auxiliadora, Claretiano, São João Bosco, São Pio X, entre outros.

### Ensino superior
No nível superior, Huancayo acolhe as seguintes universidades:
| UNIVERSIDADE                                          | Reconhecimento pela SUNEDU  | Sede em HUANCAYO |
| ----------------------------------------------------- | --------------------------- | ---------------- |
| UNCP Universidad Nacional del Centro del Perú         | Reconhecida por SUNEDU      | Sede principal   |
| Universidade Privada de Huancayo "Franklin Roosevelt" | Reconhecida pela SUNEDU     | Sede principal   |
| Universidade Peruana "Los Andes"                      | Reconhecida pela SUNEDU     | Sede principal   |
| Universidade Continental                              | Reconhecida pela SUNEDU     | Sede principal   |
| Universidade Privada Peruana del Centro               | ---                         | Sede principal   |
| Universidade Católica Los Ángeles de Chimbote         | Não reconhecida pela SUNEDU | Sucursal         |
| Universidade Alas Peruanas                            | Não reconhecida pela SUNEDU | Sucursal         |
| Universidade Tecnológica do Peru                      | Reconhecida pela SUNEDU     | Sucursal         |

Existem também 29 institutos superiores não universitários na cidade. Deles 21 ficam no distrito de Huancayo e os oito restantes no distrito de El Tambo.

## Centros de investigação
Huancayo acolhe o Instituto Geofísico do Peru no povo de Huayao e também uma filial do Centro Internacional da Papa.

## Religião
No 2018, o papa Francisco nomeou ao arcebispo de Huancayo Pedro Barreto como cardeal da Igreja Católica no Vaticano. Ele é o primeiro cardeal em ser eleito fora da Lima.
A maioria dos cidadãos declaram-se de católicos. No vale há várias festas tradicionais. Pode-se afirmar que em todos os meses do ano há uma festa tradicional em Huancayo. Estas festas se caracterizam por estar vinculadas principalmente a um ícone religioso católico e por durar como mínimo três dias. Durante as festas se realizam comparsas pelas ruas da cidade, dando-se ocasionalmente várias delas nos distintos pontos da cidade. Todas estas comparsas se acompanham com bandas de músicos que tocam os ritmos próprios da região.
Como festa patronal de Huancayo se considera em honor à "Santíssima Trindade", seguem referencia da revista afua da Universidade Nacional do Centro. Outra festa numerosa é a festa do Senhor dos Milagres, saindo em processão todos os dias do mês de Outubro baixo o mando da irmandade do Senhor dos Milagres.

## Turismo
Suas principais atrações turísticas são a labor de seus artesãos e sua paisagem. Também as feiras semanais.

### Atrações turísticas da cidade
- Catedral de Huancayo. Este templo, conhecido em um inicio como Templo Matriz, foi construído num terreiro domado por vizinhos notáveis.
- Capela da Mercé. Considerada monumento histórico nacional por ser um dos poucos vestígios coloniais na cidade. Nela se reuniu o Congresso Constituinte de 1839. Em seu interior pode ver-se uma grão coleção de pintura da Escola de Cuzco.
- Colininha da Liberdade. Um ponto de observação natural de onde se tem uma visão panorâmica da cidade. Tem um zoológico.
- Torre Torre. Distante um quilômetro da Colininha da Liberdade. É um conjunto geológico de enormes torres de terra argilosa, moldadas pela ação do vento e das chuvas.
- Feira dominical de Huancayo. Ficada na avenida Huancavelica, com mais de dois quilômetros de extensão. Venda de produtos artesanais, industriais e agropecuários.
- Parque da Identidade Huanca. Atraente parque com motivos da cultura huanca.
- Restos arqueológicos de Huarivilca.
- Museu Salesiano Vicente Rasetto, Museu de historia natural e mineral da região e o país.
- "La Colombina", Famosa fazenda ficada ao sul da cidade.

### Atrações turísticas perto da cidade
Pero à cidade se põe visitar o Convento de Ocopa, a cordilheira de Huaytapallana, Bosque dourado, a lagoa de Paca, o viveiro de trutas de Ingenio y a lagoa de Ñahuimpuquio, situadas entre 5 a 50 quilômetros da cidade.

### Infraestrutura turística
Devido à afluência de turistas, Huancayo e o vale do Mantaro tinha melhorado seu infraestrutura hoteleira, completada com vários pousadas, vilas e acomodações.

## Monumento histórico do Peru
No 26 de Abril de 1989 publicou-se no Diário Oficial "El Peruano" a resolução chefatural 009-89-INC/j que declara como monumento histórico nacional a Zona Monumental de Huancayo. Esta zona é um área aproximada de 97 hectares compreendida entre a Avenida Huancavelica pelo oeste, a rua Ayacucho pelo norte, a rua Pachitea pelo leste e a rua Angaraes pelo sul.

## Esportes

### Futebol
Como no resto do país, o esporte mais praticado na cidade é o futebol. O time mais tradicional da cidade é o Deportivo Junín, o mesmo que foi dissolvido no ano 1991 depois que se descobriu que simulava vários partidas no torneio profissional daquele ano. Outra equipe histórica é o Huancayo Sporting Club que foi reconhecido em 22 de maio de 1911 como Patrimônio Esportivo Huanca pelo Congresso do Peru.
Huancayo tem um equipe participando na Primeira Divisão do Peru. Desde 2009, o Sport Huancayo ascendeu pelos seus próprios méritos à primeira divisão. Assim se mantém o futebol profissional na cidade.
| Clubes de Futebol      |                         |                  |                  |
| Equipe                 | Fundação                | Estádio          | Liga             |
| Huancayo Sporting Club | 22 de maio de 1911      | Estadio Huancayo | Taça Peru        |
| Deportivo Junín        | 27 de novembro de 1962  | Estadio Huancayo | Taça Peru        |
| Sport Huancayo         | 07 de fevereiro de 2007 | Estadio Huancayo | Primeira Divisão |

### Outros esportes
Huancayo caracteriza-se pelo seu grande numero de fundistas (atletas de corridas de meio-fundo e fundo como maratona ou semi-maratona) tinha tido vários atletas campeões nacionais que representarem ao Peru em vários Jogos Olímpicos.
Anualmente, o Estádio Huancayo acolhe a chegada da Maratona Internacional UPLA e a Maratona dos Andes. A partida é na província de Jauja (45 quilômetros a norte da cidade) e a chegada é no estádio. Esta competição é o evento esportivo mais importante que se realiza na cidade.

### Cenários esportivos
- O principal cenário esportivo pela prática do esportes é o Estádio Huancayo, propriedade do Instituto Peruano do Esporte (Instituto Peruano del Deporte - IPD). É o cenário onde os equipes huancaínos jogam suas partidas no local. Foi inaugurado no 1962 e conta com uma capacidade para 20 mil torcedores.
- Outro cenário é o Estadio Marechal Castilla com capacidade para 7 mil espectadores. O cenário é usado pelos clubes que jogam na Taça Peru.
- O Coliseu Wanka é para a prática de vôlei, basquete, etc.

## Transportes
O transporte dentro da cidade é basicamente pelos automóveis. O número de ônibus é reduzido e o principal meio de transporte são os automóveis chamados "coletivos" ainda mais que as camionetas "combi". Também existem táxis registrados pela municipalidade. A diferencia de outras cidades peruanas, em Huancayo não se utilizam os moto táxis.

### Rodovias
Ficada a pouco menos de 300 quilômetros da cidade de Lima, Huancayo está comunicada a ela pela Rodovia Central (Carretera Central) que é a principal via de penetração do centro do pais, unindo os departamentos de Lima, Junin, Huancavelica, Ayacucho, Pasco, Huánuco, San Martín e Ucayali. O trajeto do viagem se fez em um intervalo de entre cinco e oito horas.

### Ferrovia
o Ferrocarril Central Huancayo-La Oroya-Lima chegou a Huancayo no 1908 y até 2006 foi o mais alto do mundo. Atualmente é o segundo. Desde o ano 1990, as viagens ferroviários tinham sido limitadas ao transporte de minérios. Embora, nos últimos anos se realizam algumas viagens turísticas ferroviárias. Existe a intenção de reativar esta linha de comunicação, apesar de não ser rentável.

### Aeroporto
A 45 quilômetros ao norte, o Aeroporto Francisco Carlé recebe voos diários oriundos da cidade de Lima.